# Brettanomyces
Brettanomyces är ett släkte av jästsvampar inom familjen Saccharomycetaceae.
I naturen finner man Brettanomyces på fruktskal. Stammen Brettanomyces claussenii blev 1904 den första som klassificeras när N. Hjelte Claussen på Carlsbergs bryggeri 1904 undersökte vad som var orsaken till att deras engelska ales blev snedjästa. Termen Brettanomyces kommer från det grekiska för "Brittisk svamp."

## Öl
I de flesta ölstilar anses Brettanomyces vara en förorening och de karaktärsdrag den ger anses vara ovälkomna "bismaker." Men i många stilar, speciellt vissa traditionella belgiska ale, är det uppskattat och uppmuntras. Lambic och Gueuze har mycket i sina smakprofiler som härrör från Brettanomyces. Saison och liknande stilar kan vara jästa med Brettanomyces helt eller delvis.
I USA har det blivit populärt att använda Brettanomyces på grund av det förnyade intresset för belgiska öl. Vissa bryggerier använder 100% Brettanomyces för jäsning av sina öl och utelämnar därmed den normalt använda Saccharomyces helt från receptet. Det är också vanligt för amerikanska bryggerier som använder Brettanomyces att även inkludera mjölksyraproducerande bakterier såsom Lactobacillus, och Pediococcus för att ge syrlighet till ölet. Att lagra i träfat där olika mikroorganismer som t.ex. Brettanomyces förändrar ölet är en annan metod som används för att ge komplexitet.